# Hindeloopen
Hindeloopen (frízül Hylpen vagy Hynljippen) ősi fríz város Hollandia északi részén, Frízföld tartományban, az IJssel-tó partján, Súdwest-Fryslân község területén. A Tizenegy fríz város legkisebbike.

## Története
Hindeloopen 1225-ben kapott városi jogokat és 1368-ban a Hanza-szövetség tagja lett. A XII. és XIII. századtól kezdve a hindeloopeni hajósok az Északi- és Balti-tenger partján fekvő városokkal kereskedtek. Valószínűleg a szoros tengerentúli, külföldi kapcsolatok és a belterületekkel való gyengébb érintkezés alakította ki a város sajátos nyelvét, ami meglehetősen különbözik az irodalmi fríztől, és számos angol, dán és norvég elemet vegyít magába.
A hajózás, a kereskedelem nagy fellendülést hozott Hindeloopennek, az aranykorát 1650 és 1790 között élte a város, ekkor nyolcvan hajóból álló flottát tartottak fenn.
1984-ig Hindeloopen önálló községet (gemeente) alkotott, ezután több környékbeli településsel egyesült, majd további egyesülések révén 2011-től Súdwest-Fryslân önkormányzat, azaz község része. Ma a város elsősorban a turizmusból él, ennek érdekében tudatosan fenntartja régies arculatát, és messzemenően kihasználja a szép fekvése, hangulata nyújtotta lehetőségeket.
A fenti zászlót 1958 előtt madáralak nélkül használták, tehát csak a négy sáv szerepelt benne.

## Látnivalók

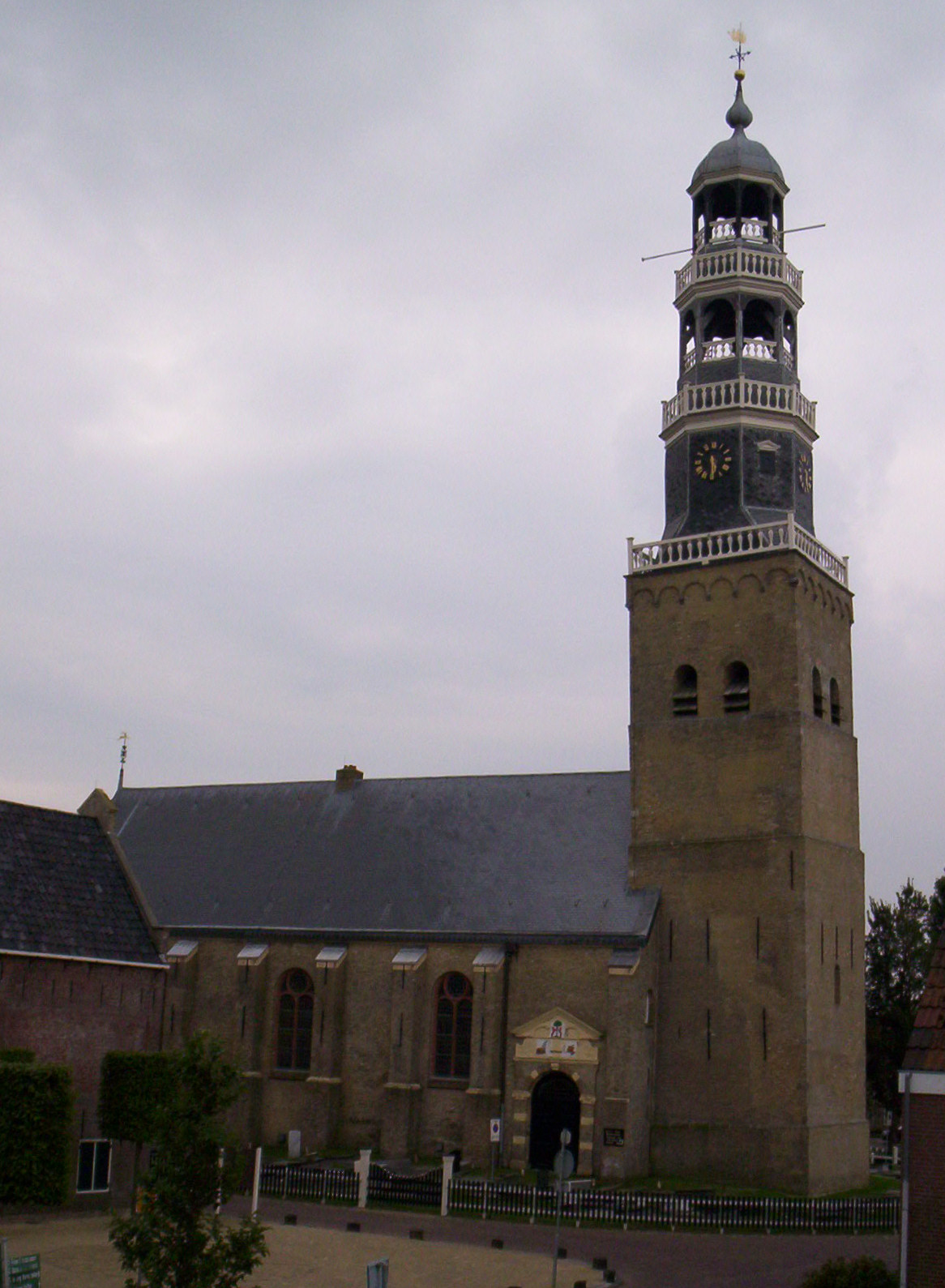
A templom

A legfontosabb látnivaló maga a város. Az óváros szűk utcácskáin sétálva, a jellegzetes fahidak és homlokzatok láttán feltárul Hindeloopen egyéni arculata. A helytörténeti múzeum bemutatja a város gazdag tengerészeti történetét és mai kultúráját, művészetét és hagyományos népviseletét. A régiek házaik falát és bútoraikat egészen egyéni stílusban színesre festették.

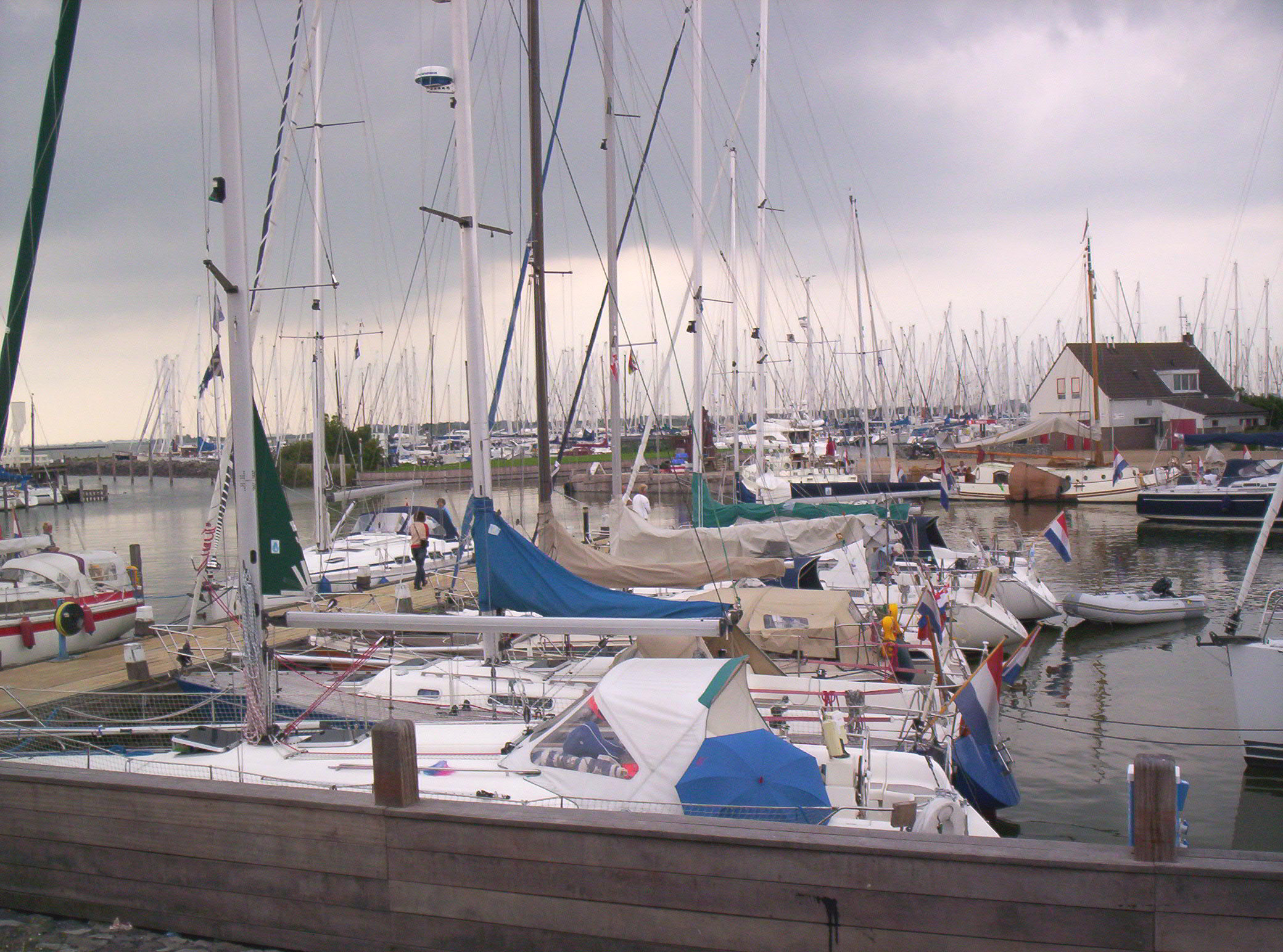
Árbócerdő a kikötőben

Egyes házak homlokzatán egy horgony lóg, ami valaha azt jelentette, hogy a néhai hajóskapitány még tud rakományt felvenni a hajójára. Nyáron, amikor a kapitány a tengeren volt, a felesége és a gyerekei az úgynevezett likhúsban, egy különálló házban laktak.
Érdemes megnézni a kikötőt, ahol rengeteg jacht sorakozik tömött sorokban, valamint az 1632-ben épült templomot.
A városban – ahogy Frízföldön általában – a helységnév- és utcanévtáblák, a középületek feliratai kétnyelvűek (fríz és holland).

## Háztartások száma
Hindeloopen háztartásainak száma az elmúlt években az alábbi módon változott: